# Tadeusz Gocłowski
Dr. Tadeusz Gocłowski (16. září 1931, Piski – 3. května 2016, Gdaňsk) byl první arcibiskup gdaňský.
Tadeusz Gocłowski se narodil v rolnické rodině reemigrantů z USA, kněžské svěcení obdržel 24. června 1956 v Krakově. Studoval na Katolické univerzitě v Lublině a později v Římě, kde získal doktorát kanonického práva. V letech 1971-1973 a 1982-1983 zastával post rektora Gdaňského kněžského semináře.
23. března 1983 byl jmenován titulárním biskupem beneventským a pomocným biskupem gdaňským, konsekrován byl 17. května 1983 w Mariánské bazilice v Gdaňsku. 31. prosince 1984, po smrti biskupa Lecha Kaczmarka, byl jmenován biskupem gdaňským. 25. března 1992 byla gdaňská diecéze povýšena na arcidiecézi a Tadusz Gocłowski se stal prvním arcibiskupem-metropolitou gdaňským V letech 1988–1989 byl účastníkem jednání mezi vládou PLR a představiteli Solidarity.
12. května 2006 odmítl přijmout titul čestného občana Gdaňsku pro fakt, že jeden z radních vyjádřil podezření, že udělení titulu je součástí kampaně před volbami do samosprávních zastupitelstev. Na jeho povinnou rezignaci zaslanou do Vatikánu u příležitosti 75. narozenin papež Benedikt XVI. zareagoval žádostí, aby setrval v úřadu do roku 2008.